# Creepypodden
Creepypodden är ett poddradioprogram som startade 2015. Avsnitten publiceras klockan 00:01 varannan måndag. Podden, som leds av Jack Werner, innehåller en eller flera spökhistorier eller "creepypastor" (fenomen som har sitt ursprung på internet och sprids där) som läses upp av Jack Werner eller någon av hans medarbetare. Podden är en av Sveriges mest lyssnade poddar.

## Historik
Det första avsnittet av Creepypodden kom till den 6 juli 2015 och hade titeln "Black eyed children". Sedan starten har det sänts 229 avsnitt (november 2023) och podden har blivit en stor succé för Sveriges Radio, med 144 000 lyssnare varje genomsnittlig vecka (maj till augusti 2018).

## Produktion och distribution
Podden produceras av Sveriges Radio P3, och producent första året var Caroline Pouron. Ludvig Josephson anslöt tidigt till teamet som dramaturg, men har nu tagit över som producent och gör också merparten av musiken i podden. Andra som tidigare har gjort musik till Creepypodden är Erik Edsbagge Engström, Stefanie Engl och Carl Merlyn.

## Källhänvisningar
- http://sverigesradio.se/sida/allaprogram.aspx?programid=164&filterpodd=true

Fotnoter
1. ↑  ”Poddtoppen 2019:1”. Kantar Sifo. 19 augusti 2019. https://www.kantarsifo.se/nyheter-och-press/poddtoppen-20191-0. Läst 21 augusti 2019.
2. ↑  https://www.kantarsifo.se/nyheter-och-press/poddtoppen-20182
3. ↑  http://sverigesradio.se/sida/artikel.aspx?programid=4845&artikel=6188568
4. ↑  ”Avsnitt 16: Hem, trygga hem - Creepypodden i P3”. sverigesradio.se. Sveriges Radio. https://sverigesradio.se/sida/avsnitt/697028?programid=4845. Läst 12 mars 2018.
5. ↑  ”Avsnitt 23: Herre i huset - Creepypodden i P3”. sverigesradio.se. Sveriges Radio. http://sverigesradio.se/sida/avsnitt/710277?programid=4845. Läst 12 mars 2018.
6. ↑  ”Avsnitt 132: Holen - Creepypodden i P3”. sverigesradio.se. Sveriges Radio. https://sverigesradio.se/sida/avsnitt/1450347?programid=4845. Läst 31 mars 2020.